# Ferrari 330 GTC
La Ferrari 330 GTC e la 330 GTS sono due autovetture sportive dello stesso tipo, prodotte dalla casa automobilistica italiana Ferrari dal 1966 al 1968. La GTC è la versione GT Coupé della più grande 330 GT 2+2, mentre la GTS è versione Spider della GTC. Le due versioni avevano dimensioni leggermente differenti, ma possedevano la stessa meccanica e lo stesso passo.

## Il contesto

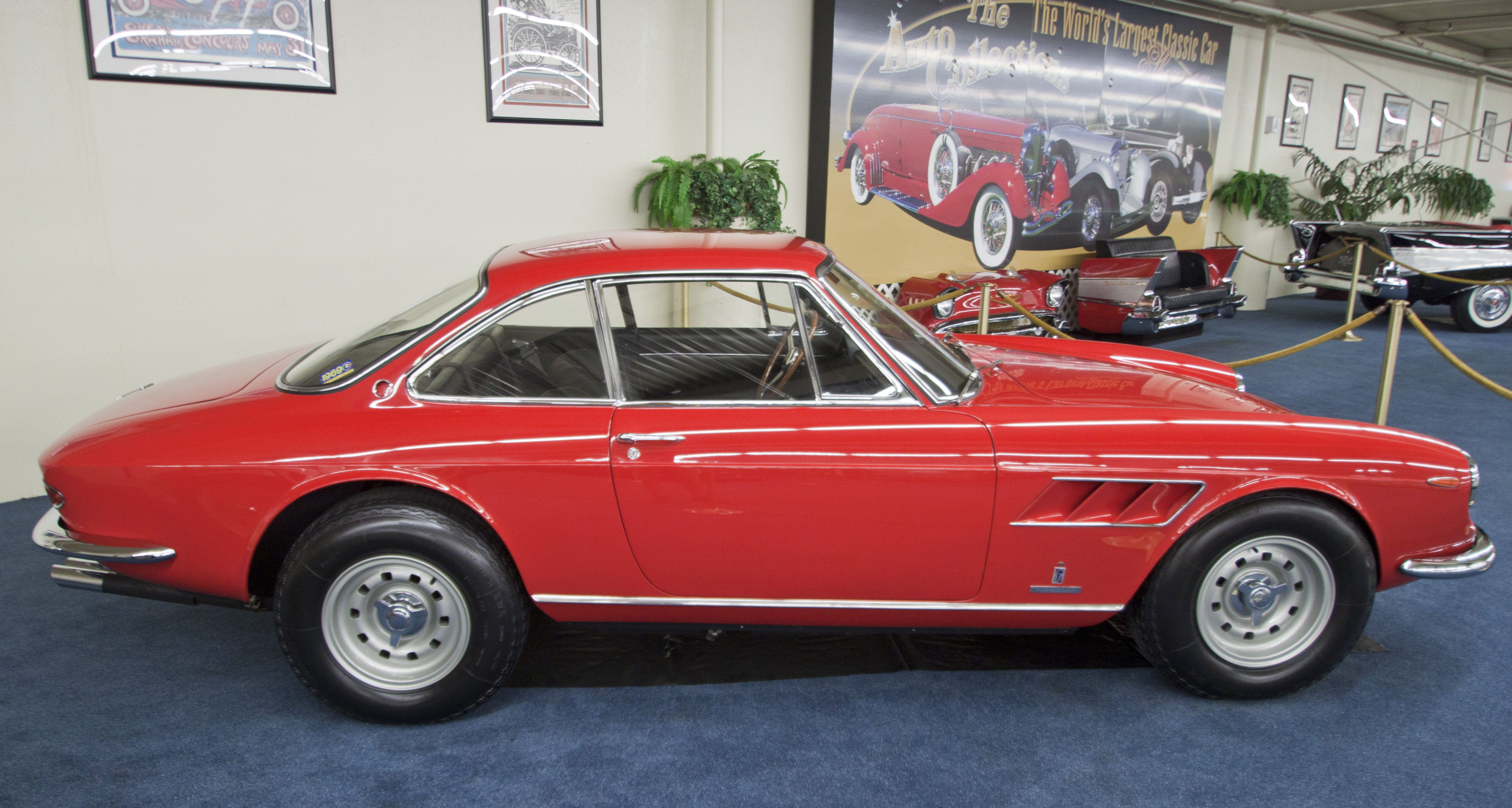
Prototipo fatto col telaio di una 275 GTS

Entrambe furono disegnate da Pininfarina. Il contributo del celebre carrozziere non si fermava solamente alla progettazione; assemblava anche il corpo vettura, dotato anche degli interni, nelle sue officine di Torino. Tutto poi era inviato agli stabilimenti Ferrari di Maranello per l'ultimazione della vettura con il montaggio delle parti meccaniche. Di entrambi i modelli ne furono anche realizzate versioni speciali per clienti selezionati. Aveva una peculiarità per essere una Ferrari dell'epoca: fu la prima ad avere il nome del modello apposto sul cofano posteriore. Infatti la casa automobilistica di Maranello lo applicava di norma solo ad alcune vetture speciali.

### La 330 GTC
La 330 GTC fu presentata al salone dell'automobile di Ginevra del 1966. Veniva offerta in contemporanea alla molto più sportiva 275 GTB e alla più ordinaria 330 GT 2+2. Con la prima aveva in comune il telaio, mentre con la seconda il motore V12 da 4 litri di cilindrata, che era a sua volta l'evoluzione di quello installato sulla 400 Superamerica. Anche per la linea s'ispirava ad altri modelli: la parte anteriore richiamava la 500 Superfast, mentre quella posteriore la 275 GTS. Ne furono prodotti 598 esemplari.

## La 330 GTS

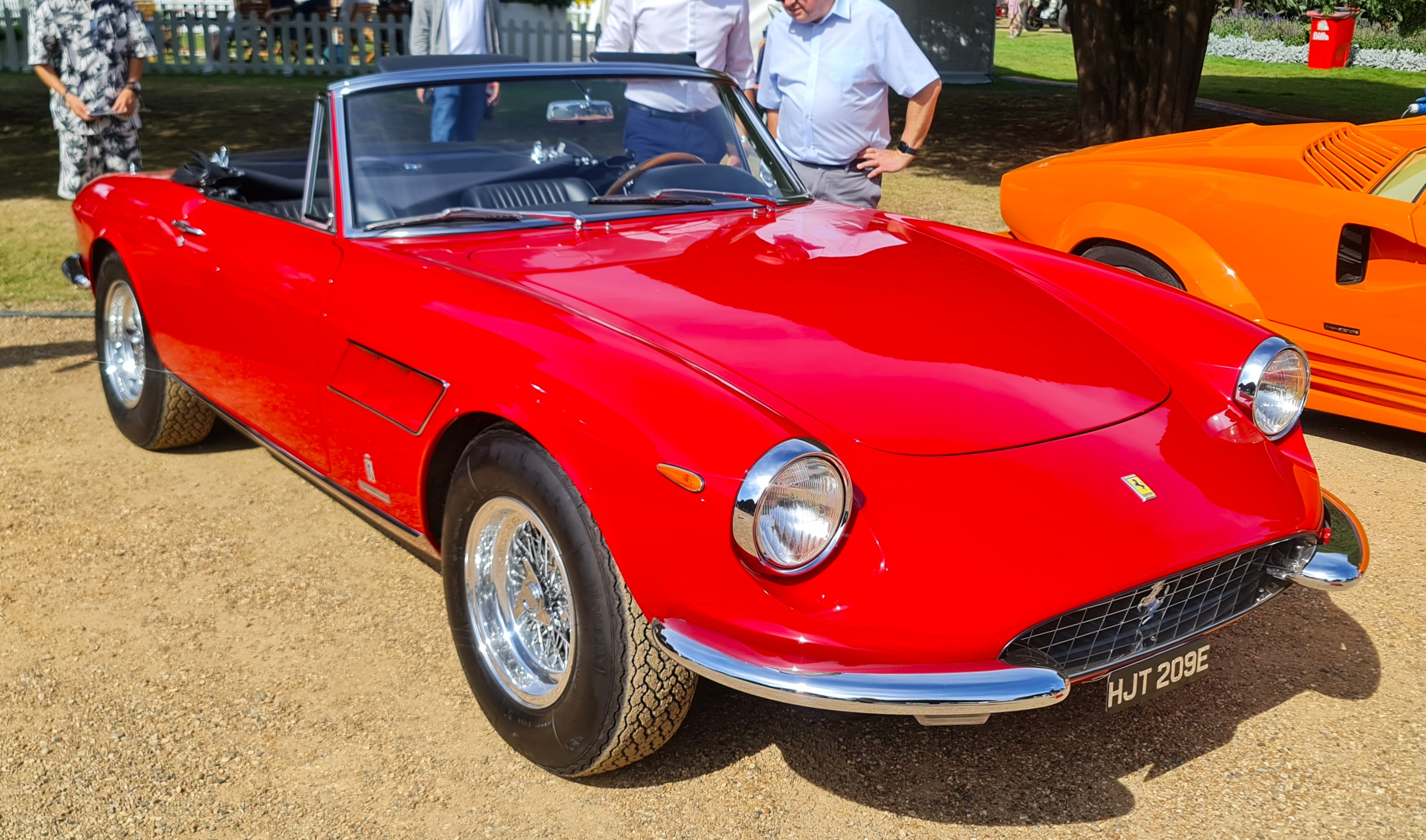
330 GTS del 1967

La 330 GTS rappresentava la versione Scoperta o Spider della GTCoupé, con una capote in tela morbida (soft-top ).
Mostrata per la prima volta al pubblico al salone dell'automobile di Parigi del 1966, aveva lo stesso motore dell'omologa.
Ne furono prodotti 100 esemplari.

### Galleria

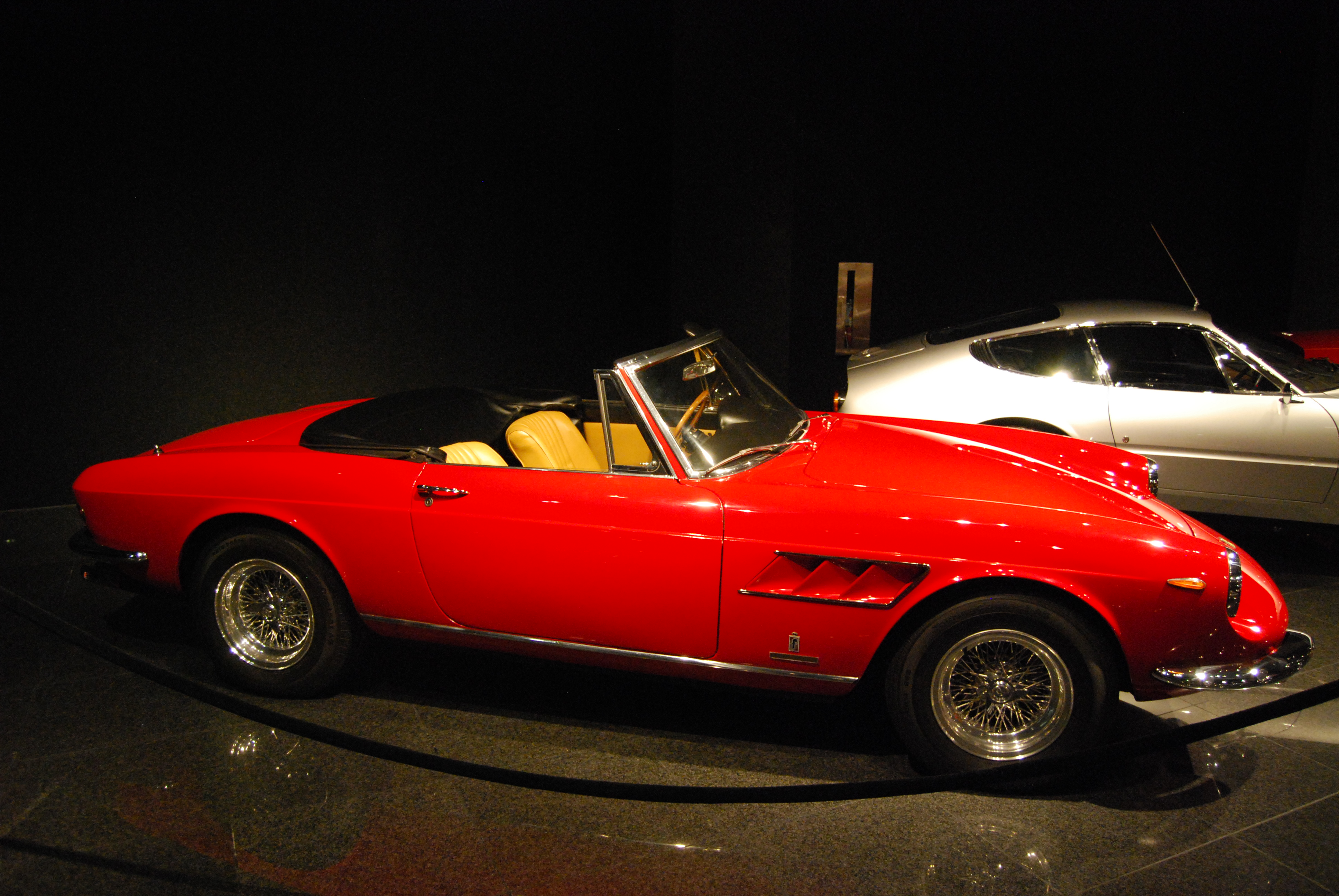
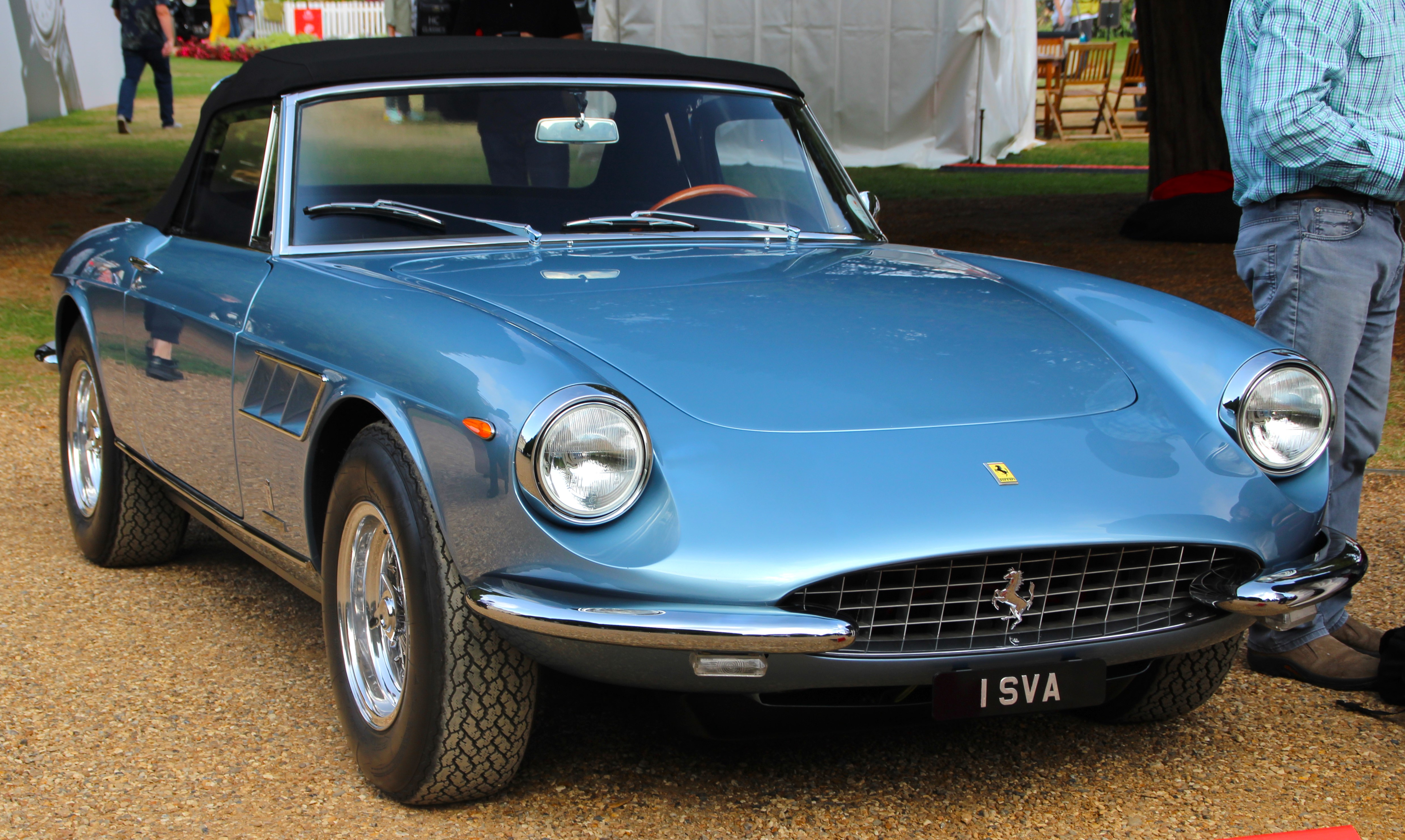
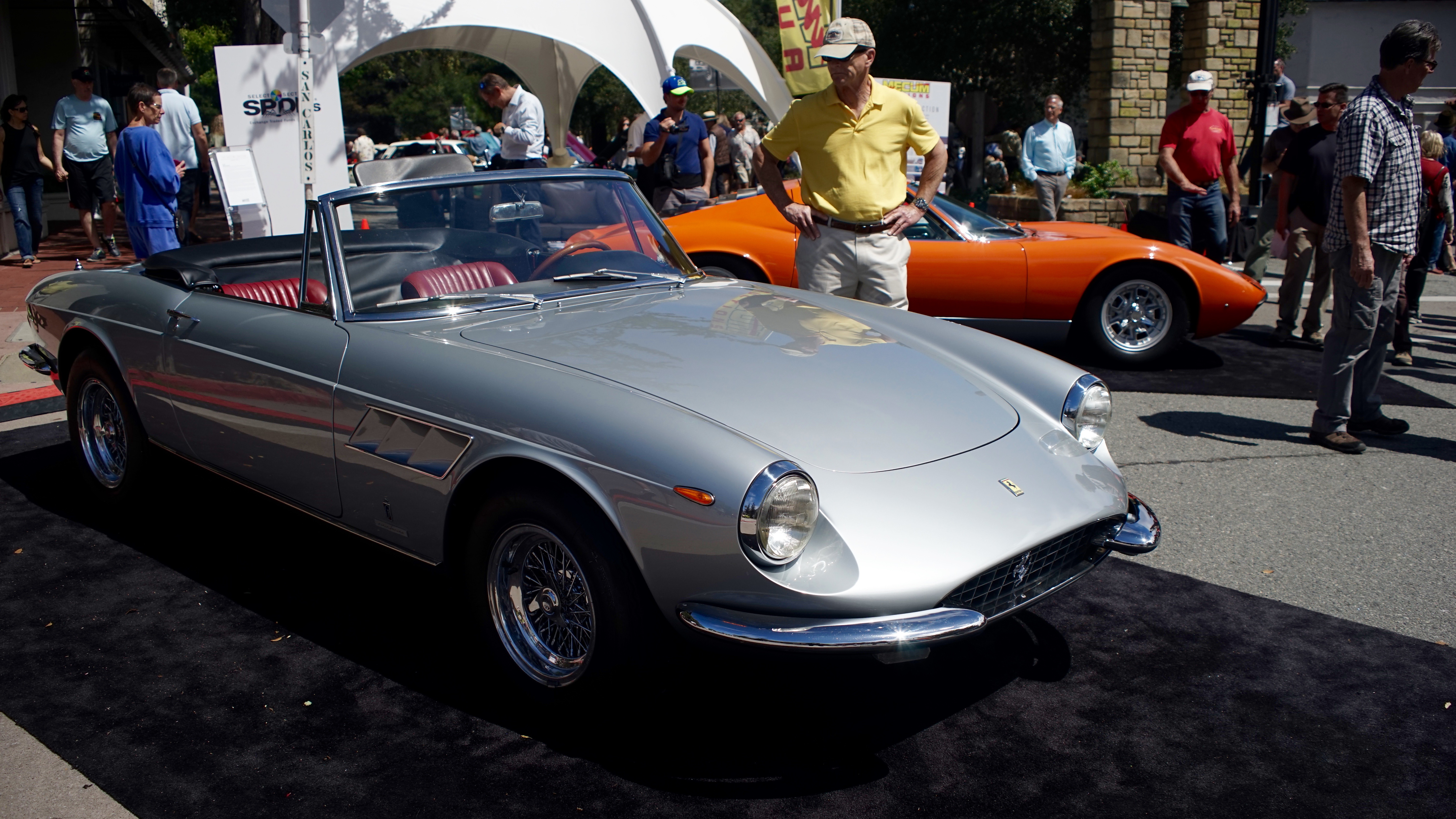
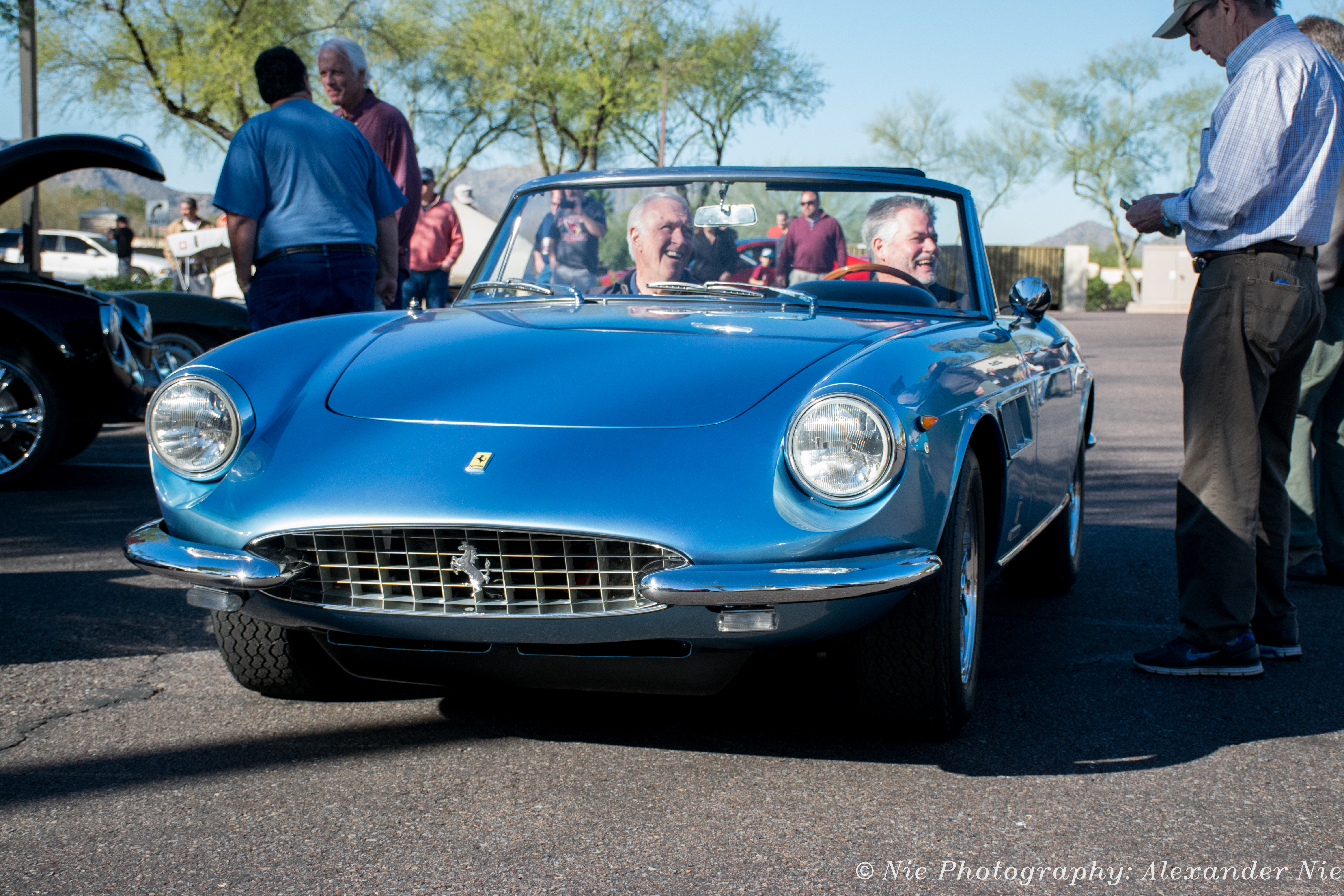
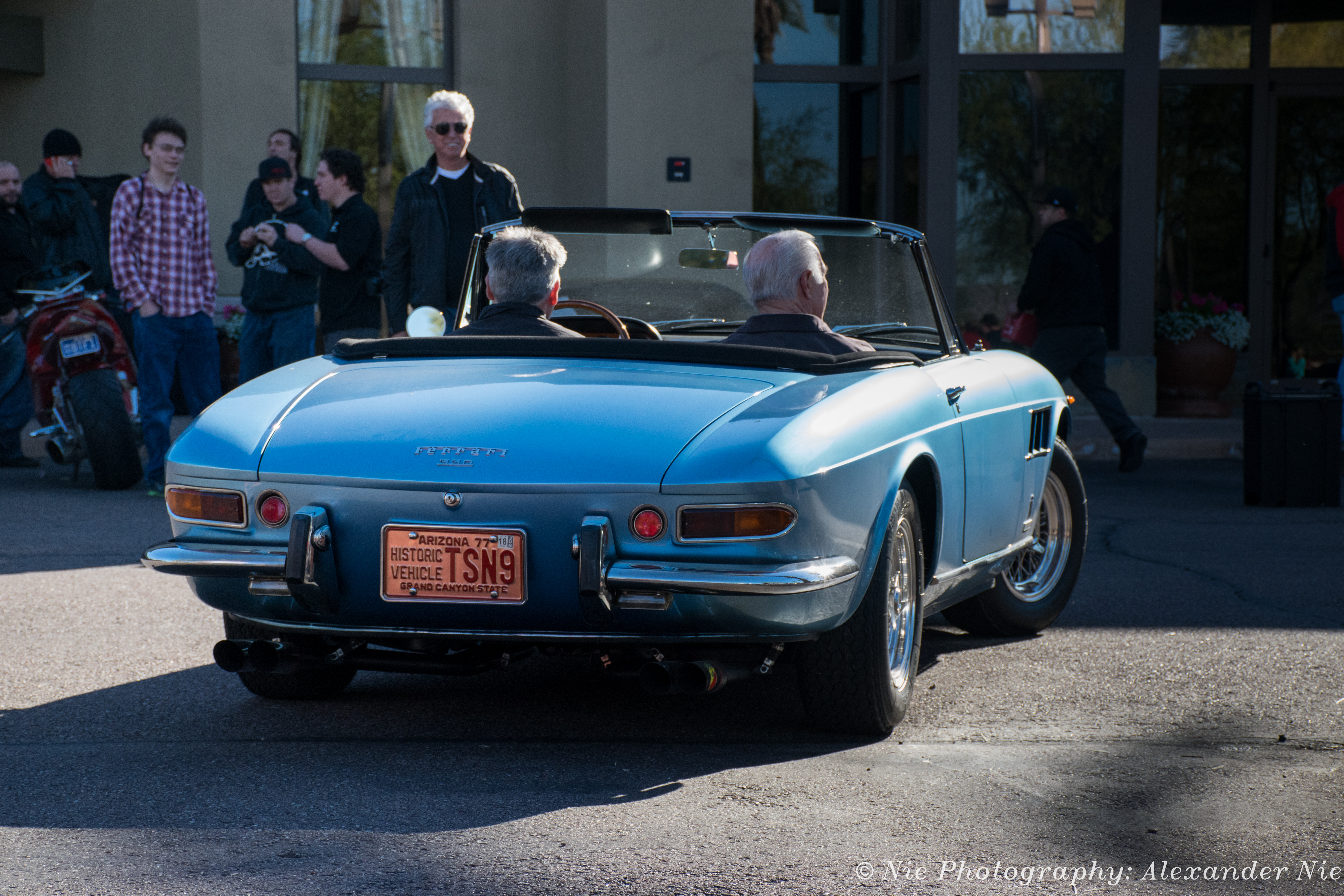
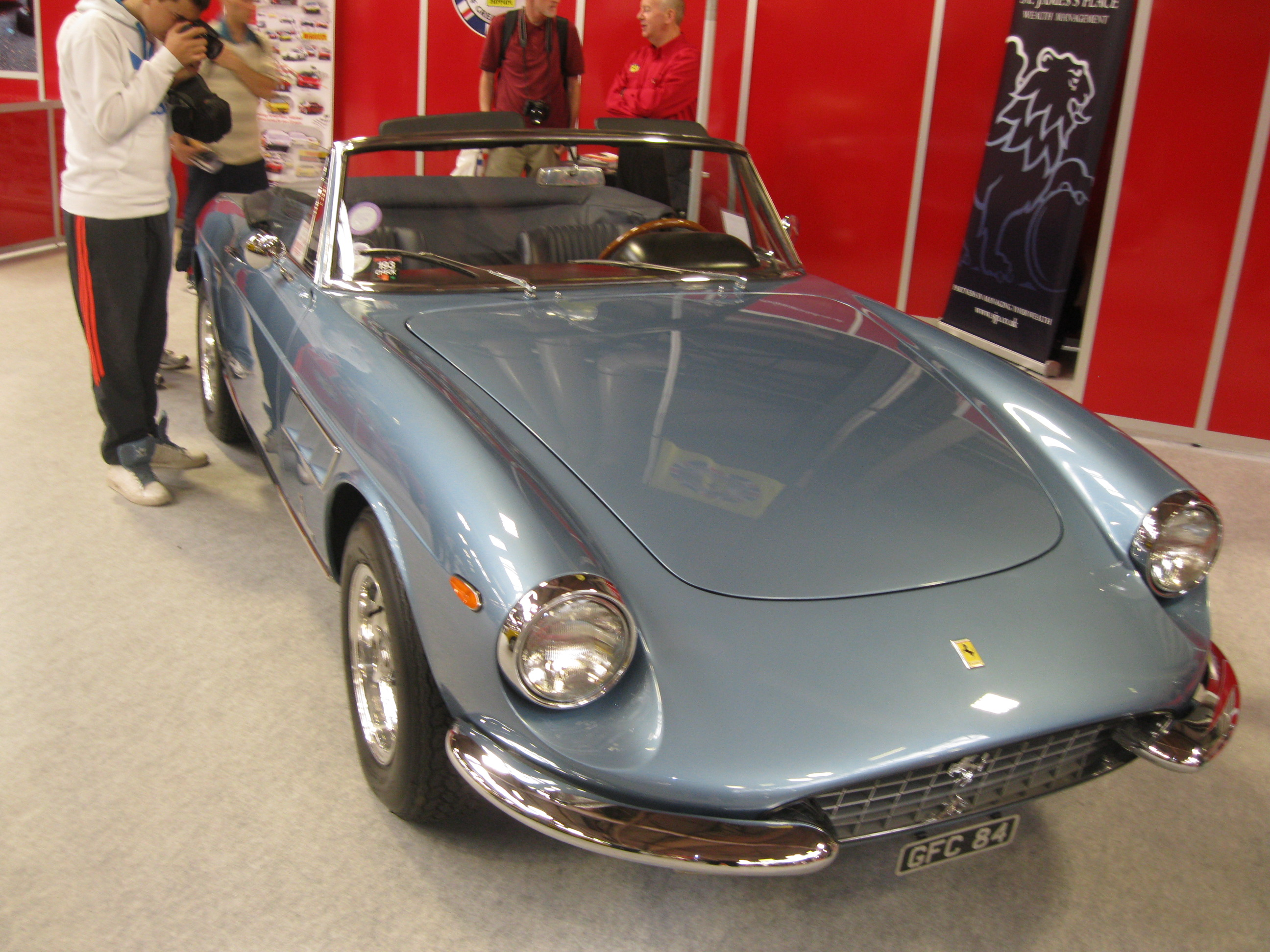
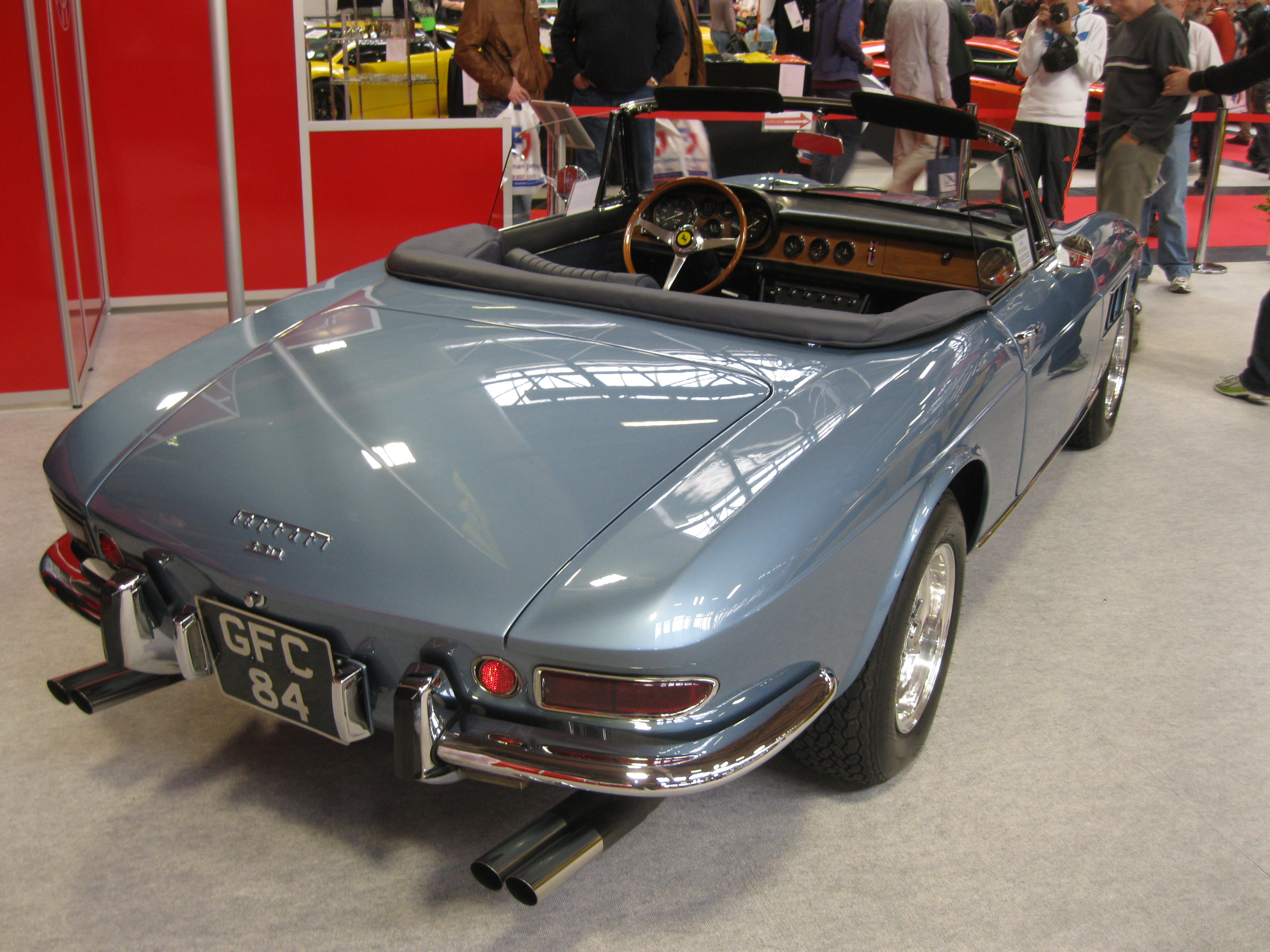

## Caratteristiche tecniche

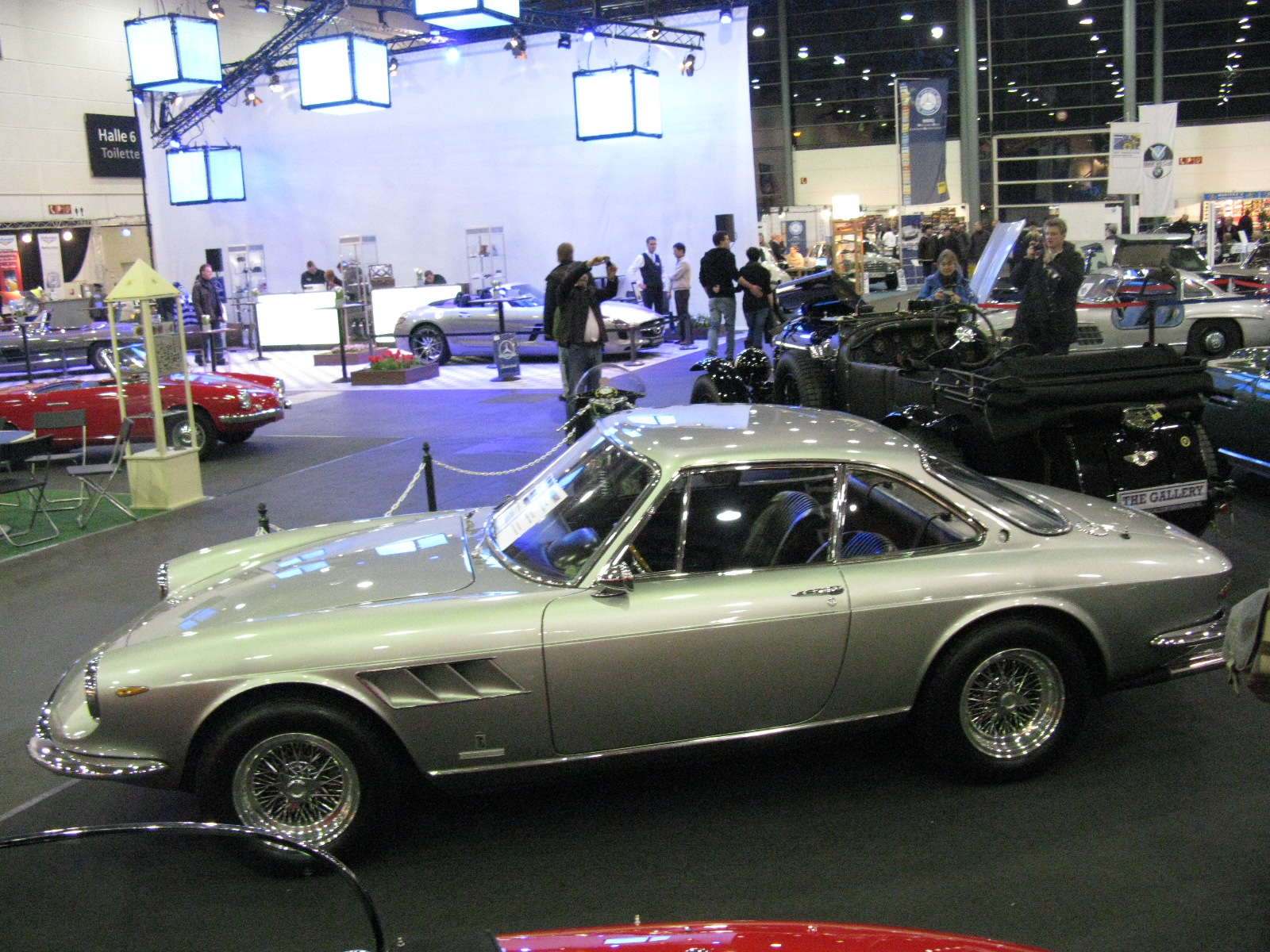
330 GT Coupé vista di fianco

Il motore era un V12 a 60° anteriore e longitudinale. L'alesaggio e la corsa erano rispettivamente 77 mm e 71 mm. La cilindrata era di 3967,44 cm³, mentre il rapporto di compressione era di 8,8:1. La potenza massima erogata dal propulsore era di 300 CV a 7000 giri al minuto.
La distribuzione era monoalbero per bancata di cilindri, con due valvole per ciascuno di essi. L'alimentazione era assicurata da tre carburatori di marca Weber a doppio corpo e modello 40 DCZ/6 o 40 DFI/2. La frizione era monodisco e la lubrificazione era a carter umido.
Il telaio era tubolare in acciaio, mentre la carrozzeria era a 2 posti. Le sospensioni erano indipendenti, con quadrilateri trasversali, molle elicoidali coassiali con gli ammortizzatori telescopici e barre stabilizzatrici. I freni erano a disco mentre il cambio era a cinque rapporti più la retromarcia. La sterzo era a vite e rullo conico.
I modelli raggiungevano una velocità massima di 242 km/h.